# Radikal 52
Das Radikal 52 mit der Bedeutung „jung, klein“ ist eines von 31 traditionellen Radikalen der chinesischen Schrift, die aus drei Strichen bestehen.
Mit 7 Zeichenverbindungen in Mathews’ Chinese-English Dictionary kommt es nur sehr selten im Lexikon vor.
Das Zeichen ist ähnlich dem Zhuyinzeichen ㄠ [ɑo̯].
Das Siegelschriftzeichen dieses Radikals zeigt einen verdrehten kurzen Faden (in der Form der arabischen Ziffer 8). Das heutige chinesische Wort 幼儿 (= Kleinkind) setzt sich zusammen aus 幺 (= klein) und 力 (= Kraft).
幽 (= verborgen) besteht aus zweimal 幺 (= klein) und 山 (= Berg). In der Bronzeschrift bedeutete 幺 auch schwarz. Dieser Sinn hat sich bis heute in 玄 (= schwarz) (Radikal 95) erhalten.
In 吆 (= laut rufen) nimmt 幺 die Stelle eines Lautträgers ein.
In 幻 (= trügerisch) hat 幺 überhaupt keine Bedeutung.
Zu 幺 gibt es noch die etwas andere Schreibweise 乡.

## Schriftzeichenverbindungen, die vom Radikal 52 regiert werden
| Striche | Zeichen |
| ------- | ------- |
| +0      | 幺      |
| +01     | 幻      |
| +02     | 幼      |
| +06     | 幽      |
| +09     | 幾      |

 Im Unicodeblock Kangxi-Radikale ist das Radikal 52 unter der Codepointnummer 12.083 (U+2F33) codiert.